# Fiat 600 (2023)
La Fiat 600 è un'autovettura prodotta dalla casa automobilistica italiana FIAT, venduta dal settembre 2023. Offerta inizialmente nella sola versione elettrica, è stata presentata il 4 luglio 2023.

## Contesto e debutto
La 600 è un crossover compatto di segmento B, destinato principalmente al mercato europeo, posizionandosi in listino sotto alla 500X. Si tratta della prima vettura Fiat di segmento B dopo l'uscita della Punto dai listini nel 2018 e la prima presentata dopo la nascita del gruppo Stellantis, nonché del primo modello Fiat realizzato su base PSA.
Il nome della vettura riprende quello della storica Fiat 600 (rilanciato nel marchio "600" sulla calandra), vettura degli anni cinquanta e sessanta considerata l'icona del miracolo economico italiano.

## Descrizione
Disponibile al lancio in un'unica motorizzazione elettrica, è costruita sulla piattaforma PSA CMP sviluppata dal Gruppo PSA, che è condivisa con le Peugeot 2008 II, Opel Mokka B, DS 3 Crossback e Jeep Avenger.
La versione elettrica è dotata di un motore anteriore da 400 V prodotto dalla Emotors (realizzato in Francia nel sito di Trémery-Metz dalla joint venture tra Stellantis e la Nidec Leroy-Somer), che produce 156 CV (115 kW) e 260 N⋅m di coppia, abbinato a una batteria agli ioni di litio da 54 kWh (dal peso di 340 kg e costituito da 17 moduli con 102 celle), che offre un'autonomia stimata secondo il ciclo di omologazione WLTP fino a 400 km su percorso misto e 550 km in quello urbano. Da una colonnina a 100 kW in corrente continua servono 24 minuti per passare dal 20 all'80% della carica, mentre con quella da 11 kW a una wallbox la ricarica avviene in 5,5 ore.
Il 18 settembre 2023 viene presentata la versione ibrida MHEV, in vendita da novembre 2023, con motorizzazione 1.2 litri, 3 cilindri, Hybrid Turbo da 100 CV, accoppiato a un motore elettrico da 21 kW (28 CV), alimentato da una batteria agli ioni di litio da 48 V, gestiti da un cambio automatico a doppia frizione DCT e 6 rapporti.
Dal novembre 2024 il medesimo propulsore ibrido da 1.2 litri (benzina/elettrico Turbo), denominato T-Gen 3, è disponibile anche nella versione da 145 CV (comune anche ad altri modelli del gruppo Stellantis), che consente alla vettura di raggiungere la velocità massima di 200 km/h (con consumo medio l/100 km pari a 4,8 valore dichiarato ed emissioni di CO2 pari a 109 g/km).

## Abarth 600e
A gennaio 2025 è stata lanciata anche una versione a marchio Abarth, denominata Abarth 600e, disponibile solo con motorizzazione elettrica nelle varianti Turismo da 238 CV e Scorpionissima da 281 CV (entrambe con autonomia pari a 334 km, coppia massima di 345 Nm e un consumo medio dichiarato pari rispettivamente a 18,6 e 18,7 kWh/100 km).